# في ظلال السياسة (كتاب)
في ظلال السياسة: نجيب محفوظ الروائي بين المثالية والواقعية من مؤلفات محمد الجوادي عن تراجم العلماء والأدباء.

## المضمون
تستعرض هذه الدراسة الأدبية النقدية التحليلية للكاتب محمد الجوادي الفكر السياسي لنجيب محفوظ من خلال آرائه الصريحة المباشرة وأعماله الفنية ومذكراته، وهي تثبت أنه فكر متقدم تناول القضايا الوطنية برؤية واضحة ونظر ثاقب وعبّر عن وعي سياسي من طراز متميز نجا من التقولب والأيدلوجيات كماستشرف الأمل في الآفاق الرحبة لمستقبل مزدهر لأمته وقد نجح في لفت النظر إلي حقيقة الإيجابيات الليبرالية التي تحققت بفضل ثورة الشعب في 1919.

## وصلات خارجية
- مكتبة الكونغرس